# 圖巴包島
圖巴包島是菲律賓的島嶼，位於薩馬島南部以西太平洋海域，由東薩馬省負責管轄，受熱帶氣候影響，該島經常受颱風吹襲。
11°02′31″N 125°41′25″E / 11.04194°N 125.69028°E